# Estevam de Oliveira
Estevam José Cardoso de Oliveira (Piraí, 28 de janeiro de 1853 — Juiz de Fora, 12 de agosto de 1926) foi um escritor e jornalista brasileiro.

## Biografia

### Infância
Aos oito anos de idade, perdeu a mãe e quatro anos mais tarde, o pai. Passou a residir com seus avós maternos e começou a trabalhar como lavrador juntamente com os escravos, só que por sua situação familiar exerceu o cargo de capataz. Sendo filho de professor, em casa, na infância, aprendera rudimentos de gramática portuguesa. Mais tarde com a ruína econômica de seu avô, mudou-se para o arraial de Meia Pataca. Nessa época, com 18 anos, resolveu retomar os estudos.
Para dar continuidade aos seus estudos, Estevam matriculou-se nas aulas de José Bento Rodrigues, professor primário, cuja escola particular situava-se em uma fazenda próxima à Estação de D. Eusébia, no distrito de Porto de Santo Antonio. Caminhando diariamente 18 km, ida e volta, conseguiu completar o curso primário em três meses e começou a ensinar nas fazendas vizinhas, enquanto se dedicava ao estudo do latim e outras matérias do ensino secundário, como autodidata.

### Vida pública
Em 1877, aos 24 anos, matriculou-se no Colégio Luiz do Lago, em Volta Grande, no município de Além Paraíba como aluno-mestre. Tornou-se regente das cadeiras de português e francês, sendo também substituto das de aritmética, geografia e primeiro ano de latim. Não conseguiu terminar o curso, mas no ano de 1878 submeteu-se a concurso público, foi aprovado e nomeado para uma cadeira de instrução primária.
No ano de 1882 casou-se com Maria do Carmo Oliveira, com quem teve sete filhos. Dois anos mais tarde, foi removido para o município de Campo Limpo, atual Ribeiro Junqueira, onde iniciou sua vida pública como ativista político e fundou o semanário republicano O Povo, que funcionou até um pouco depois da proclamação da República, em 31 de dezembro de 1889.
Ao ser forçado a abandonar o cargo de professor público, em virtude de ter se declarado francamente contrário ao regime monárquico, mudou-se para Cataguases e passou a se dedicar exclusivamente ao jornalismo. Naquele período, atacou ferozmente os escravocratas e monarcas em seus artigos, enaltecendo a promulgação da Lei Áurea (1888) e proclamação da República (1889).
Após a proclamação da República fundou o jornal O Popular, mas foi reintegrado pelo governador João Pinheiro da Silva no antigo cargo de professor primário, elevado à categoria de 2º grau: escola urbana. Com seu envolvimento político nos artigos e na atuação na "Dissidência Republicana" chefiada por Fernando Lobo, em oposição a Cesário Alvim foi convidado pelos dissidentes a residir em Juiz de Fora e representar, oficialmente, o pensamento dos republicanos na imprensa.
Em Juiz de Fora, fundou o jornal trimensário Minas Livre, no ano de 1893, que circulou até a renúncia de Deodoro da Fonseca. Nessa mesma época, Afonso Pena foi eleito presidente de estado e Estevam de Oliveira nomeado por ele inspetor do primeiro distrito de Imigração, com funções em Juiz de Fora e Ouro Preto; porém, não demorou muito e, com a extinção do cargo, foi exonerado.
Em 1894, fundou mais um jornal, o Correio de Minas, e o dirigiu até 1914, época em que começou a ter problemas de saúde, transferindo-o para seus filhos Inimá e Itagiba. Mesmo doente, comparecia diariamente à redação para orientar os trabalhos do jornal, só deixando de fazê-lo após a morte do seu filho Itagiba, o que o fez abandonar de vez o jornalismo.

## Jornalismo
Sua atuação no jornalismo se iniciou em 1885, quando ainda morava em Cataguazes, onde fundou seu primeiro jornal, intitulado O Povo (1885-1889). Fundou e dirigiu também os jornais O Popular (Cataguazes, 1889- 1893), Minas Livre (Juiz de Fora, 1893) e Correio de Minas (Juiz de Fora, 1894-1914), além de ter colaborado em jornais cariocas e mineiros usando o pseudônimo Neophyto.
Defensor da república, da abolição da escravatura e da educação, Estevão de Oliveira trabalhou em torno de 30 anos no jornalismo, tendo feito muitos discípulos nesse meio, além de um grupo privilegiado de interlocutores e amigos. Estevão recebeu um título de major do Exército e foi também membro fundador da Academia Mineira de Letras, criada em 1910 – renunciando à “imortalidade” pouco antes de falecer – e membro do Instituto Histórico e Geográfico de Minas Gerais.
Ocupando o cargo de inspetor técnico de ensino no estado de Minas Gerais, foi encarregado pelo governo, à época, para realizar um detalhado estudo das reformas educacionais no Rio de Janeiro e em São Paulo, a fim de produzir um minucioso relatório que serviria de base para a reformulação do ensino público mineiro em inícios do século XX. Essa reforma, contudo, só veio a se efetivar anos mais tarde, com a posse de João Pinheiro como presidente de Estado, em 1906. Contudo permaneceu nesse cargo até o seu falecimento, em 1926.

## Literatura
Sua produção literária e técnico-pedagógica foi significativa. Uma de suas primeiras publicações foi um trabalho sobre instrução pública, em 1884, cuja edição, segundo seus biógrafos, teria se esgotado rapidamente.
Publicou também Pela República (1896), livro de crônicas políticas; Reforma de Ensino Público Primário e Normal em Minas Gerais (1902), relatório sobre a organização do ensino em São Paulo e Rio de Janeiro e plano de reforma da instrução pública em Minas; Crônicas e Traduções (1908), coletânea de crônicas escritas para o jornal Correio de Minas usando o pseudônimo de Neophito e tradução de algumas odes de Horácio Flaco; Rudimentos de História Pátria (1909), compêndio para uso nas escolas primárias mineiras; Notas e Epístolas: Páginas Esparsas da Campanha Civilista pela Tipografia Brasil (1911), coletânea de cartas políticas por ocasião da Campanha Civilista, onde demonstrou o desprezo que sentia pela atuação política do então senador Ribeiro Junqueira, também natural de Leopoldina e um dos sócios do primeiro jornal em que trabalhou Dilermando Cruz, a Gazeta de Leopoldina.
Traduziu ainda o Segundo livro da Eneida e obras de Cícero, Virgílio, Horácio e Tito Lívio em Traduções Avulsas (1924).